# Badaveri
Badaveri is een van de onbewoonde eilanden van het Raa-atol behorende tot de Maldiven.